# バレエ映画
バレエ映画（ばれえエイガ）は、映画の一ジャンルである。
文字通りバレエを題材にした映画を指す。タイプは主に2種類あり、記録映画とストーリーを持たせた劇映画である。バレエを絡ませたモノも含む。

## 代表的な作品
- 白鳥の死（Le Mort du Cygne)(1937年 フランス)
- 眠れる美女（ロシア語版）（Solistka baleta） (1946年 ソ連)
- 赤い靴（The Red Shoes）(1948年 イギリス)
- ホフマン物語（Tales of Hoffmann）(1951年 イギリス)
- 初恋（Secret People）(1951年 アメリカ)
- ガラスの靴（The Glass Slipper）(1955年 アメリカ)
- ブラック・タイツ（Black Tights）(1959年 仏･英)
- 華麗なるバレエ（The Bolshoi Balet）(1960年 ソ連)
- バレリーナ物語（Ballerina）(1965年 アメリカ)
- ピーターラビットと仲間たち ザ・バレエ（Tales of Beatrix Potter）(1971年 イギリス)
- 華麗なるバレエ（I am a Dancer）(1972年 イギリス)
- 愛と哀しみのボレロ（Les Uns et Les Autres）(1981年 フランス)
- ホワイトナイツ/白夜（White Nights）(1987年 アメリカ)
- マコーレー・カルキン/くるみ割り人形(1993年 アメリカ)
- アメリカン・バレエ・シアターの世界（Ballet）
- リトル・ダンサー（Billy Elliot）(2000年 イギリス)
- エトワール（Tout près des étoiles） (2000年 フランス)
- ベジャール、バレエ、リュミエール（B comme Béjart）(2002年 スイス)
- ラ・ピエトラ　愛を踊る女（Quand Je vois le soleil）(2003年 フランス)
- バレエ・カンパニー（The Company）(2003年 アメリカ)
- ステップ・アップ（Step Up）(2006年 アメリカ)
- ブラック・スワン（Black Swan）(2010年 アメリカ)